# میریانا کونته
میریانا کُنته (انگلیسی: Miriana Conte؛ زادهٔ ۱۷ دسامبر ۲۰۰۰) خواننده اهل مالت است. او نمایندهٔ مالت در یوروویژن ۲۰۲۵ با ترانهٔ «Serving» است.

## حرفه
در ۲۱ دسامبر ۲۰۱۶، اعلام شد که کنته یکی از شانزده شرکت‌کنندهٔ منتخب برای رقابت در مسابقهٔ ملی یوروویژن مالت ۲۰۱۷ با ترانهٔ «Don't Look Down» است. او در این رقابت که در ۱۸ فوریه ۲۰۱۷ برگزار شد، با کسب ۱۵۶ امتیاز در جایگاه شانزدهم و آخر قرار گرفت. همچنین در ۱۱ اکتبر ۲۰۱۷، کنته بار دیگر به عنوان یکی از شانزده فینالیست مسابقه یوروویژن مالت ۲۰۱۸ معرفی شد و در نهایت با ۱۴ امتیاز، به مقام دوازدهم رسید.

## زندگی شخصی
کنته اصالتاً نیمه ایتالیایی است؛ پدر او اهل ناپل بوده و در زمینهٔ کسب‌وکار فعالیت دارد. او در سال ۲۰۲۳ مبتلا به اختلال کم‌توجهی-بیش‌فعالی (ADHD) تشخیص داده شد. کنته کوئیر است و تا مارس ۲۰۲۵، در رابطه‌ای با یک دختر قرار دارد.

## ترانه‌شناسی

### تک‌آهنگ‌ها
| عنوان                                                                         | سال  | بالاترین جایگاه جدول | بالاترین جایگاه جدول | آلبوم                   |
| عنوان                                                                         | سال  | MLT Air.             | MLT Dom. Air.        | آلبوم                   |
| ----------------------------------------------------------------------------- | ---- | -------------------- | -------------------- | ----------------------- |
| «Don't Look Down»                                                             | ۲۰۱۷ | —                    | —                    | تک‌آهنگ‌های خارج از آلبوم |
| «Rocket»                                                                      | ۲۰۱۸ | —                    | —                    | تک‌آهنگ‌های خارج از آلبوم |
| «Look What You've Done Now»                                                   | ۲۰۲۲ | —                    | —                    | تک‌آهنگ‌های خارج از آلبوم |
| «Venom»                                                                       | ۲۰۲۴ | —                    | —                    | تک‌آهنگ‌های خارج از آلبوم |
| «Serving»                                                                     | ۲۰۲۵ | ۱                    | ۱                    | تک‌آهنگ‌های خارج از آلبوم |
| نشانهٔ «—» مواردی را نشان می‌دهد که در آن کشور منتشر نشده یا به جدول نرسیده‌اند. |      |                      |                      |                         |